# شهران
قبيلة شَهْرَان قبيلة خثعمية من قبائل شبه الجزيرة العربية تستوطن جنوب غرب المملكة العربية السعودية، بين جبال السراة وجنوب نجد، ومنازلهم خميس مشيط في سراة ومنحدرها إلى بيشة، وفي ذلك قال الهمداني: «شهران في سراة بيشة وترج وتبالة فيما بين جرش وأول سراة الأزد». وقد وصفهم ابن الكلبي بقوله: «ناهس، وشهران إليهما العدد والشرف من خثعم». وسماهم الهمداني: «شهران العريضة».

## نسبها
اختلف في نسب شهران على قولين هما:
- هو: شهران بن عفرس بن حلف بن خثعم بن أنمار بن إراش بن عمرو بن الغوث بن نبت بن مالك بن زيد بن كهلان بن سبأ، وهذا قول ابن الكلبي وخليفة بن خياط واليعقوبي وابن عساكر وابن حزم وأبو المنذر الصحاري، وجمهور النسابة.[8][9][10][11][12][13]
- هو: شهران بن عفرس بن حلف بن خثعم بن أنمار بن نزار بن عدنان، وصاحب هذا القول ابن إسحاق.[14]
- أمه: نُعْم بِنْت قيس عيلان بن مضر.[15]

وذكر الشاعر محمد بن الإمام عبدالله بن منصور بن حمزة في أبياته حول قبيلة شهران ضمن قصيدة له يذكر فيها أنساب العرب:

## أصولها وفروعها

### بنو أنمار
تعود اصول قبائل شهران إلى جدهم أنمار وينقسم نسل أنمار إلى قسمين رئيسين (بنو خثعم وبنو بجيلة)

### أصول شهران وعماراته
|      |      |      |      |      |      |  |  | كهلان |       |       |       |       |       |  |  |     |     |     |     |     |     |  |  |  |  |
|      |      |      |      |      |      |  |  |       |       |       |       |       |       |  |  |     |     |     |     |     |     |  |  |  |  |
|      |      |      |      |      |      |  |  | مالك  |       |       |       |       |       |  |  |     |     |     |     |     |     |  |  |  |  |
|      |      |      |      |      |      |  |  |       |       |       |       |       |       |  |  |     |     |     |     |     |     |  |  |  |  |
|      |      |      |      |      |      |  |  | عمرو  |       |       |       |       |       |  |  |     |     |     |     |     |     |  |  |  |  |
|      |      |      |      |      |      |  |  |       |       |       |       |       |       |  |  |     |     |     |     |     |     |  |  |  |  |
|      |      |      |      |      |      |  |  | أنمار |       |       |       |       |       |  |  |     |     |     |     |     |     |  |  |  |  |
|      |      |      |      |      |      |  |  |       |       |       |       |       |       |  |  |     |     |     |     |     |     |  |  |  |  |
|      |      |      |      |      |      |  |  | خثعم  |       |       |       |       |       |  |  |     |     |     |     |     |     |  |  |  |  |
|      |      |      |      |      |      |  |  |       |       |       |       |       |       |  |  |     |     |     |     |     |     |  |  |  |  |
|      |      |      |      |      |      |  |  | عفرس  |       |       |       |       |       |  |  |     |     |     |     |     |     |  |  |  |  |
|      |      |      |      |      |      |  |  |       |       |       |       |       |       |  |  |     |     |     |     |     |     |  |  |  |  |
|      |      |      |      |      |      |  |  |       |       |       |       |       |       |  |  |     |     |     |     |     |     |  |  |  |  |
| ناهس | ناهس | ناهس | ناهس | ناهس | ناهس |  |  | شهران | شهران | شهران | شهران | شهران | شهران |  |  | كود | كود | كود | كود | كود | كود |  |  |  |  |

### بطون فروع قبيلة شهران
تنحدر هذه القبيلة في الأغلب الأعم من أصل قحطاني ما عدا سكان شعف اراشه إذ هم ينحدرون من عنز بن وائل من العدنانية.

## أعلام ومشاهير

### في العصر القديم
- الصحابية أسماء بنت عميس

وهي زوجة جعفر بن ابي طالب وولدت له: عبد الله - محمد - عون. ثم خلف عليها أبو بكر الصديق رضي الله عنه فولدت له محمد ثم خلف عليها علي بن أبي طالب رضي الله عنه فولدت له يحيى وعون وقبل ذلك كله كانت زوجة لرجل اسمه: ربيعة بن رياح فولدت له مالك وعبد الله وأبو هريرة ويقال لهم بني ربيعة، وهذا كله دليل مكانة أسماء بنت عميس ضي الله عنها ومكانة قبيلتها العظيمة خثعم. إخواتها لأمها ميمونة بنت الحارث وزينب بنت خزيمة أما المؤمنين زوجا النبي.
- وسلمى بنت عميس

تزوجها حمزة بن عبد المطلب عم النبي محمد فولدت له امرأة، وتزوجها بعده شداد الليثي. والجدير بالذكر ان ميمونة زوجة النبي لها صلة قربى بسلمى بنت عميس حيث ان ميمونة اخت لابناء سلمى لأمهم هند بنت عون من حمير وأيضا لبابة بنت الحارث ام العباس بن عبد المطلب.
- وسلامة بنت عميس.
- الصحابي عون بن عميس، خال أولاد جعفر وأبي بكر وحمزة وعلي، قتل يوم الحرَّة.[19]
- زينب بنت عميس.
- سوید بن عمرو الكودي الخثعمي[20] كان آخر شهداء كربلاء وكان أحد القواد المدافعين عن الحسين.
- عثمان بن أبي نسعة الخثعمي، ولي الأندلس الثاني عشر من قبل الأمويين. قبل عزله من قبل عبد الرحمن الغافقي فتزوج ابنة دوق (أكوتين) ليضمن مساعدته في قتال عبد الرحمن.
- شمس بن عبد الله بن النعمان، كان شريفا وشهد مع معاوية بن ابي سفيان كل مواقعه.
- مالك بن عبد الله الخثعمي[21] من أهل فلسطين ويقال له ملـك الصوائـف اربعين سنة لمعاوية بن ابي سفيان وغيره وفيها تولى حرب الروم ولما مات كسر على قبره اربعون لواء وهذا يدل على عظم قدر هذا الرجل وقيل فيه:

```

```

- النعمان ذو الانف، وهو الذي قاد خيل خثعم إلى النبي صلى الله عليه وسلم.
- الصحابية الفارعة بنت عبد الرحمن.
- عائذة بنت الخمس أم قبيلة بنو خزيمة بن لؤي التي تعرف باسمها.
- فاطمة بنت مر، شاعرة وكاهنة من كاهنات العرب ومن أجمل نسائهن وأعفهن، قرأت الكتب ودرست علائم النبي المبشر، فلما رأت وجه عبد الله بن عبد المطلب والد الرسول عرضت نفسها عليه لأنها رأت النبوة في وجهه، فلم يقبل بها فقالت:

- وثن بن محمية بن وثن، كان أحد اشراف الطائف وقتله علي بن أبي طالب رضي الله عنه يوم الطائف كافرا.

ومن المشاهير المتأخرين
- موسى الخثعمي، وهو شاعر من القرن الثالث عشر صاحب السينية المشهورة.
- الشاعر حمران بن مالك.
- مالك بن الحجاج، وكان من اشد الفرسان من أيام الحجاج الثقفي.
- أبو رويحة، وقد وفد إلى النبي صلى الله عليه وسلم فوافى بينه وبين بلال بن ابي رباح رضي الله عنه حين عقد الالوية.
- أبو نسعة بن اياس الخثعمي، وكان من اعيان الشام ورؤسائهم.
- كعب بن خريم، كان شاعرا.
- الزبير بن خزيمة، بعثه الحجاج بجيش إلى اصبهان ومعه اعشى همدان.
- كريم بن عفيف، قتل في معركة مرج عذراء.
- أحمس بن الغوث، الذي ارسلة الرسول وقاد مائة وخمسون فارساً مع جرير بن عبد الله إلى حرق ذي الخلصة وبارك رسول الله على خيله ورجاله.

### في العصر الحديث
- الأمير سعيد بن عبد العزيز بن مشيط، والذي استطاع بحكمته ان يظم كافة قبائل شهران وأصبح اميراً عليها مايقارب مائة عام حيث ولد مابين عام 1260وعام 1270 وتوفي عام 1393 للهجرة وكان متدينا ومتواضعا كريما ومن أكثر اصدقاء جلالة الملك فيصل بن عبد العزيز حيث تزوج الملك فيصل اخته وانجب منها بنتا. تحدثت عنه كتب المستشرقين والعرب وقاد كثير من االغزوات وحافظ على أمن سوق الخميس من الاضطرابات كما عمل عضوا بمجلس المبعوثان العثماني (مجلس الشورى) بإستانبول ممثلا لأهالي المنطقة ابان حكم الأتراك للمنطقة.
- الأمير سالم بن شكبان، شخصية بارزة في سياق انتشار الدعوة السلفية في منطقة المخلاف السليماني. في عام 1214هـ (1800م)، التقى أحمد بن حسين الفلقي، الذي كان يؤدي مناسك الحج، بأتباع هذه الدعوة وأعجب بمبادئهم. بعد انتهاء مناسكه، توجه الفلقي إلى الدرعية، حيث عينه عبد العزيز بن محمد بن سعود، ممثلًا للدعوة السلفية، أرسل الفلقي رسالة إلى رؤساء المخلاف السليماني والأهالي يحثهم فيها على التعاون مع الدعاة لنشر الدعوة. كانت لهذه الرسالة تأثير كبير، إذ حفّزت عرار بن شار، أمير بني شعبة، للتواصل مع سالم بن شكبان. وتوصل الاثنان إلى اتفاق للدخول في طاعة الدولة السعودية، ونشر الدعوة السلفية بين أهالي المخلاف السليماني، أسهم سالم بن شكبان إلى جانب عثمان المضايفي، وعبد الوهاب أبو نقطة في الضغط على الشريف غالب بن مساعد، مما دفعه إلى طلب الصلح ودخوله في طاعتهم، شارك سالم بن شكبان وابنه فهاد مع آل سعود في العديد من المعارك.

## معركة خثعم وجيش أبرهة الحبشي
```
وقد ورد ذكر خثعم في روايات الأخباريين عن حملة 
أبرهة
 على مكة، إذْ هم يذكرون أنها عزمت على منعه من الوصول إلى مكة، وأن 
نفيل بن حبيب
 الخثعمي رئيس خثعم إذ ذاك، خرج بقبيلي خثعم: شهران وناهس ومن تبعه من قبائل العرب، وقاتله حينما بلغ أرض خثعم، غير أن أبرهة تغلب عليه، وأسره، وأبقاه حيًّا على أن يكون دليله في طريقه إلى مكة، وقد سار معه حتى أبلغه الطائف، وهناك قام بوظيفة إرشاد الحبش إلى مكة أبو رغال الثقفي، وذلك بأمر من مسعود بن متعب رئيس ثقيف. وقد ذكر 
ابن سعد البغدادي
 
والواقدي
 
والطبري
 ما يلي نصه:
[
22
]
 
«
كان 
النجاشي
 وجه أرياط أبا أصحم في أربعة آلاف إلى اليمن فأدخلها وغلب عليها؛ فأكرم الملوك واستذل الفقراء، فقام رجل من الحبشة يقال له: 
إبرهة الأشرم
 أبو يكسوم فدعا إلى طاعته فأجابوه، فقتل أرياط وغلب على اليمن، فرأى الناس يتجهزون للحج فقال: أين يذهب الناس؟ قال: يحجون بيت الله بمكة. قال مما هو؟ قال: من حجارة. قال فما كسوته؟ قال مما يأتي من هنا وهناك. قال: والمسيح لأبنين لكم خيرا منه فبنى لهم بيتا عمله بالرخام الأبيض والأحمر والأصفر والأسود، وحلاه بالذهب والفضة، وحفه بالجواهر وجعل فيها ياقوتة حمراء عظيمة، وجعل له حجابا، وكان يوقد بالمندلي ويلطخ جدره بالمسك فيسودها حتى تغيب الجواهر، وأمر الناس بحجه، فحجه كثير من قبائل العرب سنين، ومكث فيه رجال يتعبدون ويتألهون ونسكوا له. وكان نفيل الخثعمي يورض له ما يكره فأمهل، فلما كان ليلة من الليالي لم ير أحدا يتحرك، فقام فجاء بعذرة فلطخ بها جبهته، وجمع جيفا وألقاها فيه، فأخبر إبرهة بذلك فغضب غضبا شديد وقال: إنما فعلت العرب غضبا لبيتهم، لأنقضنه حجرا حجرا، وكتب إلى النجاشي يخبره بذلك ويسأله أن يبعث إليه بفيله محمود، وكان فيلا لم ير مثله في الأرض عظما وجسما وقوة، فبعث به إليه. فلما قدم عليه الفيل سار إبرهة بالناس ومعه ملك حمير ونفيل بن حبيب الخثعمي، فلما دنا من الحرم أمر أصحابه بالغارة على نعم الناس، فأصابوا إبلا لعبد المطلب، وكان نفيل صديقا لعبد المطلب فكلمه في إبله، فكلم نفيل إبرهة فقال: أيها الملك قد أتاك سيد العرب وأفضلهم قدرا وأقدمهم شرفا، يحمل على الجياد، ويعطي الأموال، ويطعم الناس، فأدخله على إبرهة، فقال: حاجتك؟ قال: ترد علي إبلي. فقال ما أرى ما بلغني عنك إلا الغرور، وقد ظننت أن تكلمني في بيتكم الذي هو شرفكم. فقال عبد المطلب: أردد علي إبلي ودونك البيت فإن له ربا سيمنعه. فأمر برد إبله عليه، فلما قبضها قلدها النعال وأشعرها وجعلها هديا وثبتها في الحرم لكي يصاب منها شيء، فيغضب رب الحرم، وأوفى عبد المطلب على خيل ومعه عمرو بن عابد بن عمران بن مخزوم بن مطعم بن عدي، وأبو مسعود الثقفي، فقال عبد المطلب: اللهم إن المرء يمنع رحله وحلاله فامنع حلالك. قال: فأقبلت الطير من البحر أبابيل، مع كل طير ثلاثة أحجار: حجران في رجليه وحجر في منقاره، وقذفت الحجارة عليهم، لا تصيب شيئا إلا هشمته إلا فقط ذلك الموضع، فكان ذلك أول ما رؤي من الجدري والحصبة والأشجار المرة فأهمدتهم الحجارة، وبعث الله سيلا عاتيا فذهب بهم إلى البحر فألقاهم فيه، وولى إبرهة ومن بقي معه هرابا
»
.
[
23
]
[
24
]
```

## منازلها وموقعها الجغرافي

### في السعودية[25]
تقع في الجنوب الغربي من المملكة العربية السعودية. تمتد من مورد ماء يسمى عقيلان وهو أقصى بيشة شمالا وصولاَ إلى خميس شهران وهي في وقتنا الحاضر إمارة خميس مشيط إلى بيش جنوباً.
ومن ديار شهران العريضة:
| - محافظة خميس مشيط - مدينة بيشة - تندحة - يعرى - صمخ - الدحو - الشط - واعر - المجمعة - الشداخة - بالشوك - المروه - مجعل - شحمان - دريع - القوز - الخضراء - البغث - بادية - القاع - الروشن - الحريرة | - وادي بن هشبل - خيبر الجنوب - الحازمي - الرقيطاء - النقيع - الحفاير - ذهبان - الضبعانة - الباقرة - المعامل - شفان - ظرافة - الرشداء - المعدن - قضة المباريش - الجزيرة - بريم السليل - بطنه ال حبيب - دليان - الديلمي - قنيع - الصبيحي |

قرى سراة وتهامة:
| - تمنية - آل ينفع - المسقي - القرعاء - الجهيفة - تضراع | - الأثنين - الصيحاني - القلت - الدحيض - السويداء - ظهرة بنو ماجور |

### في قطر[28]
تقع في منطقة الريان ومنطقة السيلية قرب الدوحة في منتصف الساحل الشرقي لدولة قطر. وأكثرهم من ناهس، وبني واهب، وبني بجاد، وقد انتقلت آل عمّر ناهس إلى الوكرة عام 1883م، حيث استقرّوا بها.

صورة لأبناء قبيلة شهران قطر وهم يؤدون العرضة بالسيوف.

### في البحرين[29]
الرمثين من شهران ويسكنون في المنامة عاصمة البحرين، ومنهم عبد العزيز بن محمد بن علي الرمثي الشهراني.

### في لبنان[31]
عائلة البربير: من قحافة بن عامر من شهران، عائلة كبيرة في بيروت، ومنهم العميد الثانى لآل البربير عدنان بديع، والوزير الأسبق فاروق البربير، وأيضاً الطبيب البارز نسيب البربير صاحب مستشفى البربير، ثاني أكبر مستشفيات بيروت بعد مستشفى الجامعة الأمريكية.

### في مصر[32]
وتسكنها قحافة وأيضًا عائلة البربير ويسكنون في مصر  في مركز قحافة، وقريةالسيالة بدمياط.

### في اليمن[33]
تسكن قبيلة شهران في جبل يزيد محافظة عمران.